# Acobo (condado)
O Condado de Acobo é uma área administrativa localizada no estado de Juncáli, Sudão do Sul. O condado faz fronteira com a Etiópia. Sua sede fica na cidade de Acobo, situada a aproximadamente 450 quilômetros da capital nacional Juba. Além disso, a capital do condado é servida pelo Aeroporto de Acobo. Em 2008, o condado possuía uma população de 136.210 pessoas.